# Rudy Linka
Rudy Linka (* 29. května 1960, Praha) je jazzový kytarista žijící od roku 1985 ve Spojených státech amerických. Od roku 2005 v České republice každoročně organizuje jazzový festival Bohemia JazzFest.

## Život
Narodil se 29. května 1960 v Praze. Už jako teenager-milovník jazzu si alba půjčoval z americké ambasády v Praze i od dalších fanoušků. Hrát začal na housle, ale v roce 1979 absolvoval klasickou kytaru na Pražské konzervatoři; na začátku 80. let pak emigroval do Švédska, kde čtyři roky studoval skladbu na Stockholm Music Institute. Získal švédské občanství a také tam potkal amerického baskytaristu Reda Mitchella; s ním začal spolupracovat. Mitchell Linku také později doporučil na Jim Hall Fellowship na bostonské Berklee College of Music. Ve studiu pokračoval na The New School v New Yorku, kam se roku 1986 přestěhoval. Soukromě pak studoval u Johna Scofielda, Jima Halla a Johna Abercrombieho.
Jeho manželkou je Anna Linka, rozená Solveig, se kterou má dceru Stephanie. Roku 2004 zakoupil na jihu Čech chalupu, kterou spolu s manželkou postupně opravují.

## Práce a dílo
Sám se výuce hry na kytaru věnuje od roku 1989. Léta 1995 vedl hudební oddělení na The Day School v New Yorku, mezi lety 1991 a 2000 pracoval jako hudební konzultant pro nejdůležitější hudební konzervatoře v USA (např. Berklee a Oberlin), Evropě i Kanadě, na amerických hudebních konzervatořích také vyučoval; na svých webových stránkách nabízí soukromé hodiny hry na kytaru a improvizace.
V roce 1996 bylo jeho album „Czech It Out“ [ˈtšek it aʊt] německým časopisem JazzThing Magazine zvoleno jednou z nejlepších nahrávek roku 1998 jej čtenáři časopisu Down Beat Magazine zvolili jedním z nejlepších kytaristů; vystupoval mezi jinými s hudebníky jako je George Mraz, Red Mitchell, Bob Mintzer, John Abercrombie a Gil Goldstein.
Od roku 2005 pořádá Bohemia JazzFest, jehož je prezidentem a který se vždy odehrává na náměstích několika českých měst, např. v Praze, Plzni, Prachaticích či Českých Budějovicích.
Působí také na stanici Vltava Českého rozhlasu jako moderátor s programem Přímá linka a od roku 2017 na České televizi uváděl vlastní talk show Linka, ve které hovoří a hraje se svými hudebními hosty nejen z Česka na výše zmíněné šumavské chalupě. Účinkoval v řadě dalších kulturních pořadů ČT, například Rudy Linka: Kytara je droga, Rudy Linka Trio, Krásný ztráty, Všechnopárty nebo Před půlnocí. V roce 2022 v českých městech vystupoval se svou humornou hudební show One Man Show – Mezi řádky, která vychází z jeho částečně autobiografické knihy Na cestě domů… vždycky, vydané v předchozím roce.
Roku 2020 jej ministr zahraničí Tomáš Petříček jmenoval Vyslancem dobré vůle.

### Vybavení

#### Kytary
- Gibson ES-175 (rok výroby 1953) – kytara osazena jedním single coil snímačem P-90
- elektroakustická kytara Guild „Songbird“ (rok výroby 1988)
- Gurian S3M (rok výroby 1969)
- tři sběratelské kytary značky Martin (1957 000-18, 1941 00-17, 1975 D-28)[12]

#### Aparatura
- předzesilovač Mesa-Boogie Formula Pre
- zesilovač Mesa-Boogie 20:20
- Rosette 300 Two Eight
- předzesilovač Mesa Boogie Rectifier[12]
- reverb Lexicon LXP-1[zdroj?]

### Diskografie
- Rudy Linka Quartet 1991
- News From Home, 1992
- Mostly Standards, 1993
- Live It Up, 1994
- Czech It Out, 1995
- Always Double Czech, 1997
- Emotions In Motion, 1999
- Just Between Us, 2000
- Every Moment, 2001
- Simple Pleasures, 2002
- Trip, 2005 (Rudy Linka Trio)
- Lucky Southern, 2006
- Jazz Collection
- Beyond The New York City Limits, 2006
- Songs, 2008 (spolu s Paulem Motianem a Larrym Grenadierem)
- Re:connect, 2012
- American Trailer, 2017